# Płociczno-Osiedle
 (décembre 2023).
Si vous disposez d'ouvrages ou d'articles de référence ou si vous connaissez des sites web de qualité traitant du thème abordé ici, merci de compléter l'article en donnant les références utiles à sa vérifiabilité et en les liant à la section « Notes et références ».
Płociczno-Osiedle est un village polonais du district administratif de Suwałki, dans le powiat de Suwałki, voïvodie de Podlachie, au nord-est du pays. 
Il est situé à environ 6 km au sud de Suwałki et à 103 km au nord de la capitale régionale Białystok.
Sa population s'élève à environ 500 habitants.